# Polícia Judiciária de Espanha

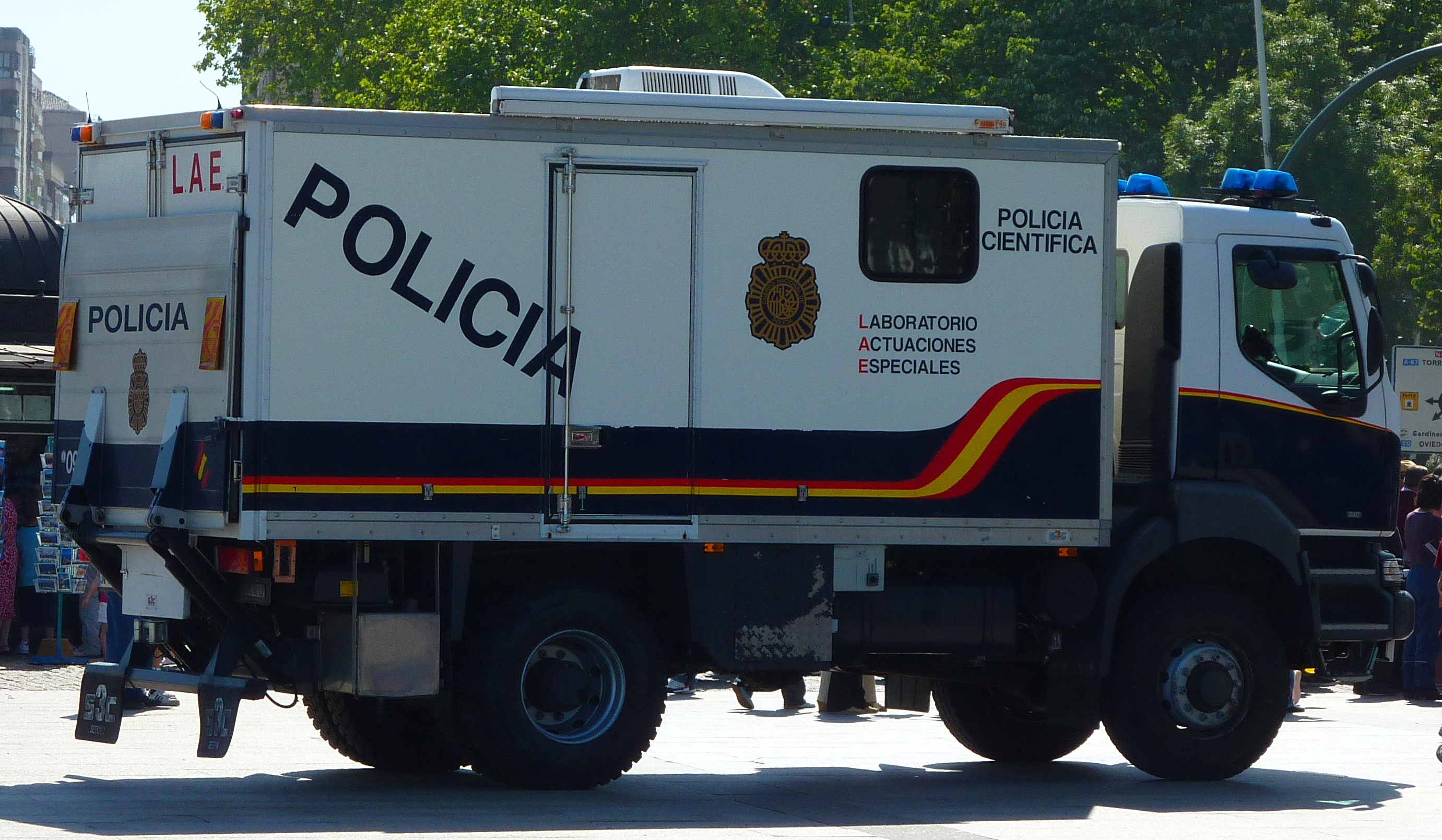
A polícia científica integra a polícia judiciária do Corpo Nacional de Polícia

A Polícia Judiciária de Espanha (em castelhano: Policía Judicial de España) é um segmento que integra as estruturas das polícias espanholas, incumbido da repressão criminal através do exercício da investigação destinada a elucidar os delitos, apontando a autoria e determinando a materialidade.  Está subordinada administrativamente à corporação policial à qual pertence, mas exerce as suas atribuições de investigação sob a orientação do Ministério Público e do poder judiciário, nos termos estabelecidos na lei (geralmente a Ley de Enjuiciamiento Criminal).
Tanto o Corpo Nacional de Polícia como a Guarda Civil têm nas suas estruturas unidades de polícia judiciária, assim como unidades adscritas a julgados e tribunais. As polícias autonómicas que têm competências para tal, também têm essas unidades orgânicas nas suas estruturas.
Apesar da Lei Orgânica 2/86, de 13 de março, que regulamenta as forças e corpos de segurança estabeleça que a polícia judiciária é competência exclusiva dos corpos estatais (Corpo Nacional de Polícia e Guarda Civil), nos últimos anos alguns corpos de polícia local também desempenham essas funções, adaptando as suas funções às necessidades sociais e à nova estrutura territorial e política de Espanha.
O Serviço de Vigilância Aduaneira (Servicio de Vigilancia Aduanera) da Agência Estatal de Administração Tributária (Agencia Estatal de Administración Tributaria, AEAT) realiza tarefas de polícia judiciária em virtude do disposto na Lei Orgânica de Repressão do Contrabando, segundo a qual atuará na investigação, perseguição e repressão dos delitos de contrabando em coordenação e colaboração com as forças e corpos de segurança do estado.